# Golden Globe 1949
La 6ª edizione della cerimonia di premiazione di Golden Globe si è tenuta il 16 marzo 1949 all'Hollywood Roosevelt Hotel di Los Angeles, California.
Furono annunciati direttamente i vincitori, senza precedenti candidature.

## Premi per il cinema
Vengono di seguito indicati in grassetto i vincitori. Ove ricorrente e disponibile, viene indicato il titolo in lingua italiana e quello in lingua originale tra parentesi.
- Miglior film
  - Johnny Belinda (Johnny Belinda), regia di Jean Negulesco
  - Il tesoro della Sierra Madre (The Treasure of the Sierra Madre), regia di John Huston
- Migliore Film promotore di Amicizia Internazionale: Odissea tragica (The Search), regia di Fred Zinnemann
- Miglior regista: John Huston - Il tesoro della Sierra Madre (The Treasure of the Sierra Madre)
- Miglior attore protagonista: Laurence Olivier - Amleto (Hamlet)
- Migliore attrice protagonista: Jane Wyman - Johnny Belinda (Johnny Belinda)
- Miglior attore non protagonista: Walter Huston - Il tesoro della Sierra Madre (The Treasure of the Sierra Madre)
- Migliore attrice non protagonista: Ellen Corby - Mamma ti ricordo (I Remember Mama)
- Migliore sceneggiatura: Richard Schweizer e David Wechsler - Odissea tragica (The Search)
- Migliore fotografia: Gabriel Figueroa - La perla (La perla)
- Migliore colonna sonora originale: Brian Easdale - Scarpette rosse (The Red Shoes)
- Miglior film straniero: Amleto (Hamlet), regia di Laurence Olivier (Regno Unito)

## Premi onorari
- Golden Globe Speciale: Ivan Jandl per la sua ottima e giovane interpretazione ne Odissea tragica (The Search)